# Tomates verdes fritos (novela)
Fried Green Tomatoes at the Whistle Stop Cafe, en castellano Tomates verdes fritos, es una novela de 1987 de la autora estadounidense Fannie Flagg. 
Ambientada en Alabama, entrelaza el pasado y el presente a través de la amistad entre Evelyn Couch, una ama de casa de mediana edad, y Ninny Threadgoode, una anciana que vive en una residencia de ancianos. Todas las semanas, Evelyn visita a Ninny, quien le cuenta historias de su juventud en Whistle Stop, Alabama, donde su cuñada, Idgie, y su amiga, Ruth, tenían una cafetería. Estas historias, junto con la amistad de Ninny, le permiten a Evelyn comenzar una vida nueva, al mismo tiempo que permiten que las personas y las historias de la juventud de Ninny sigan vivas. El libro explora temas como la familia, la vejez, el lesbianismo y los efectos deshumanizadores del racismo tanto en personas blancas como negras.
Fue adaptado como película, Tomates verdes fritos, estrenada en 1991. 

## Sinopsis
A lo largo de la novela cambia el narrador y el periodo de tiempo siendo los títulos de los capítulos los que establecen la fecha y la fuente del capítulo. La narración alterna entre la forma del boletín ficticio The Weems Weekly, la casa de los Threadgoode en Birmingham, y un narrador omnisciente. La historia que sirve de marco, ambientada en 1986, presenta a Evelyn Couch, que acude semanalmente con su marido a visitar a la madre de éste a una residencia de ancianos. Durante una visita, Evelyn entabla amistad con Ninny Threadgoode, otra residente. Ninny le cuenta a Evelyn historias de su juventud en Whistle Stop en los años veinte y siguientes. Entre las siguientes visitas, Evelyn empieza a adoptar actitudes de los protagonistas de estas historias como modelos a seguir.
Ninny dice que era huérfana y que fue criada por los Threadgoode. Finalmente se casó con uno de sus hijos. Habla principalmente de la hija menor, Imogene "Idgie" Threadgoode, una niña rebelde que se recluyó en casa después de que su hermano Buddy muriera en el ferrocarril.
Ruth Jamison viene a vivir con los Threadgoode mientras enseña en la Escuela Bíblica de Vacaciones. Idgie se enamora de ella y se entristece cuando Ruth deja Whistle Stop para casarse con Frank Bennett. Frank resulta ser un hombre violento y abusivo que a menudo golpea a Ruth, pero ella se queda con él hasta la muerte de su madre. Al morir esta, le envía a Idgie un mensaje pidiendo ayuda. Idgie, con varios hombres, la rescatan junto a su hijo de Bennett. Intimidado por Big George, un trabajador de los Threadgoode, Bennett no se resiste.
Con dinero de su padre, Idgie establece el Whistle Stop Cafe, con Sipsey y su nuera Onzell como cocineras. Idgie se convierte en la tutora del hijo de Ruth, Buddy Jr. Un columnista de chismes se refiere a él como "el hijo de Ruth e Idgie", lo que implica el reconocimiento a la familia alternativa de las dos mujeres. Buddy pasa a ser conocido como 'Stump' tras perder un brazo en un accidente. El café rápidamente se hizo conocido entre los vagabundos de todo Estados Unidos durante la Gran Depresión como un lugar donde recibir una comida. El invitado más recurrente es "Smokey Lonesome" Phillips, quien ama en secreto a Ruth. Cuando Ruth muere de cáncer, Idgie queda desconsolada.
Al eliminar la parada del ferrocarril, el café (y la ciudad) deja de funcionar. Varios años después, el condado arresta a Idgie y Big George por el asesinato de Frank Bennett. El caso se desestima cuando el ministro local, pagando a Idgie por ayudar a su hijo, testifica falsamente que ella y Big George estaban en un avivamiento de tres días cuando Bennett desapareció. El cuerpo de Bennett nunca fue encontrado. Más tarde se revela que Sipsey lo mató cuando intentó secuestrar su hijo. Sus restos fueron asados por Big George y entregados a los detectives que investigaban la desaparición de Bennet en ese momento.
Stump le cuenta las historias de sus tutoras a su hija y a su nieta. Los hijos de Big George, Jasper y Artis, toman caminos independientes: Jasper como portero de Pullman y Artis como jugador. Después del declive de Whistle Stop, Idgie y su hermano Julian se mudaron a Florida, donde trabajaron en un puesto de comida al borde de la carretera.
Inspirada por estas historias, Evelyn comienza a trabajar fuera de casa, vendiendo cosméticos de Mary Kay. A instancias de la Sra. Threadgoode, recibe tratamiento por las molestias de la menopausia. También se enfrenta a sus miedos arraigados desde hace mucho tiempo. Evelyn se vuelve más feliz. Mientras está de vacaciones, recibe una carta de la señora Hartman, vecina de la señora Threadgoode, informándole de la muerte de esta última y de que ella ha legado sus cosas a Evelyn.

## Temas
Aunque la relación de Idgie y Ruth no se describe explícitamente como lesbiana, todos los residentes la conocen y la aceptan; por tanto, el lesbianismo es un tema de la novela.
Además, la novela explora el envejecimiento de las mujeres a través de los personajes de Evelyn y la Sra. Threadgoode. Evelyn atraviesa la menopausia y la señora Threadgoode es una mujer anciana. Al seguir a la familia de Sipsey, analiza los duros desafíos que ellos y otros afroamericanos enfrentaron en la sociedad desde la década de 1920 hasta finales de la de 1980. Los recuerdos y la narración son elementos importantes de la novela. Se abordan también las justificaciones morales del asesinato y la eutanasia.
La comida es otro tema literario de la novela. Al final del libro, Flagg incluyó las recetas que sirve la cafetería.

## Desarrollo
El Whistle Stop Cafe se basa libremente en el Irondale Cafe en Irondale de Alabama, un suburbio cerca del lugar de nacimiento de Flagg. El café fue comprado por la tía de Flagg, Bess Fortenberry, en 1932 y dirigido durante cuatro décadas por ella y dos amigos. Todavía está en funcionamiento y, al igual que el café ficticio, es conocido por sus tomates verdes fritos.

## Recepción
Estuvo 36 semanas en la lista de los más vendidos del New York Times.
Harper Lee elogió el libro en la Guía del lector de la editorial y dijo: "Los aviones y la televisión han eliminado a los Threadgoodes de la escena sureña. Afortunadamente para nosotros, Fannie Flagg ha preservado a toda una comunidad de ellos en una narrativa conmovedora y ricamente cómica que registra la exuberancia".

## Adaptaciones
Flagg y Carol Sobieski escribieron el guion para la adaptación cinematográfica de la novela, Tomates verdes fritos, estrenada en 1991. Fue dirigida por Jon Avnet y protagonizada por Kathy Bates, Jessica Tandy, Mary Stuart Masterson, Mary-Louise Parker y Cicely Tyson. La adaptación cinematográfica es una historia dentro de una historia de amistad y lesbianismo sureño.
La película fue nominada a dos premios de la Academia y recibió un premio de la Alianza de Gays y Lesbianas Contra la Difamación (GLAAD).
En 2020 se estaba desarrollando una adaptación para televisión, con los productores ejecutivos Norman Lear y Reba McEntire, quien también iba a protagonizar pero la idea fue abandonada.